# Smedjebackens kommun
Smedjebackens kommun är en kommun i Dalarnas län. Centralort är Smedjebacken.

## Administrativ historik
Kommunens område motsvarar socknarna: Malingsbo, Norrbärke och Söderbärke. I dessa socknar bildades vid kommunreformen 1862 landskommuner med motsvarande namn. 
Smedjebackens municipalsamhälle inrättades 7 juni 1895 i Norrbärke landskommun och upplöstes 1918 när Smedjebackens köping bildades genom en utbrytning ur landskommunen.
Vid kommunreformen 1952 införlivades Malingsbo landskommun i Söderbärke landskommun.
1967 införlivades Norrbärke landskommun i Smedjebackens köping. Smedjebackens kommun bildades vid kommunreformen 1971 genom en ombildning av Smedjebackens köping. 1974 införlivades Söderbärke kommun.
Kommunen ingick från bildandet till 2001 i Ludvika domsaga och kommunen ingår sedan 2001 i Falu domkrets.
Kommunen ingår sedan 2015 i Förvaltningsområdet för finska. 

## Geografi

### Topografi och hydrografi
Smedjebacken är en kuperad kommun i Bergslagen med en berggrund som består av graniter och gnejser samt delvis malmförande vulkaniska bergarter. Terrängen är huvudsakligen täckt av barrskogsklädd morän. Den uppspruckna berggrunden bidrar till det kuperade landskapet, särskilt i södra delen inom det höglänta Malingsbo–Klotens naturvårdsområde, där sprickdalssjöar och myrmarker är vanliga. Här finns även den största isälvsavlagringen, Malingsboåsen. Runt sjöarna Norra och Södra Barken finns flera öppna och uppodlade områden med finkorniga sediment.
Kommunen är till största delen belägen i Kolbäcksåns vattensystem. Från Smedjebackens hamn i sjön Barken kan man med båt ta sig till Mälaren genom Strömsholms kanal via Fagersta, Virsbo, Surahammar, Hallstahammar och Kolbäck. De södra delarna av kommunen, omkring Malingsbo, hör till Hedströmmens vattensystem, som utmynnar i Mälaren strax söder om Köping.
Nedan presenteras andelen av den totala ytan 2020 i kommunen jämfört med riket.
|  | Bebyggelse (3,4 %) |

|  | Skog (90,7 %) |

|  | Öppen myrmark (2,2 %) |

|  | Jordbruksmark (2,6 %) |

|  | Övrig mark (1,0 %) |

|  | Bebyggelse (3,1 %) |

|  | Skog (68,0 %) |

|  | Öppen myrmark (7,2 %) |

|  | Jordbruksmark (7,4 %) |

|  | Övrig mark (14,3 %) |

### Naturskydd
En sevärdhet i Smedjebackens kommun är Jätturns naturreservat med sin kända grotta. Stolltallen (även kallad Tandvärkstallen) är en cirka 180 till 200 år gammal tall som står vid södra änden av Stollbergs gruva. Enligt gammal folktro kunde tallen bota tandvärk. Tallen är ett svenskt fornminne med RAÄ-nummer Norrbärke 63:1.

### Administrativ indelning
Fram till 2016 var kommunen för befolkningsrapportering indelad i två församlingar: Norrbärke församling och Söderbärke församling.

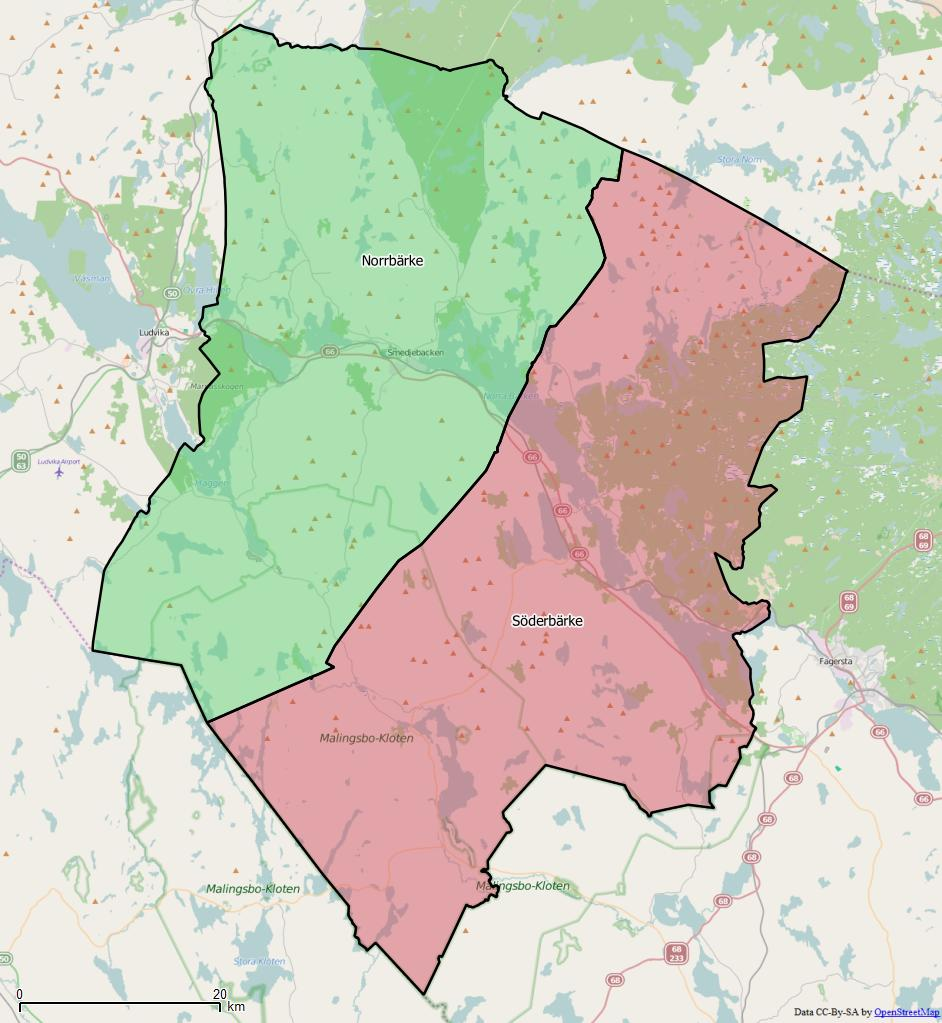
Distrikt inom Smedjebackens kommun

Från 2016 indelas kommunen istället i två  distrikt: Norrbärke och Söderbärke.

### Tätorter
Vid tätortsavgränsningen av Statistiska centralbyrån den 31 december 2015 fanns det sex tätorter i Smedjebackens kommun.
| Nr | Tätort           | Befolkning |
| -- | ---------------- | ---------- |
| 1  | Smedjebacken     | 5 258      |
| 2  | Söderbärke       | 973        |
| 3  | Ludvika (del av) | 421        |
| 4  | Hagge            | 297        |
| 5  | Vad              | 291        |
| 6  | Gubbo            | 200        |

Centralorten är i fet stil.
Tätorten Ludvika var delad på två kommuner: Ludvika kommun  och Smedjebackens kommun .

## Styre och politik

### Styre
Mandatperioden 2010–2014 styrdes kommunen av Socialdemokraterna och Vänsterpartiet som tillsammans samlade 23 av 35 mandat i kommunfullmäktige. Miljöpartiet inkluderades i den styrande koalitionen efter valet 2014. Tillsammans fick de tre partierna 20 mandat i kommunfullmäktige. De tre partierna behöll makten även efter valet 2018. 
I valet 2022 fick Socialdemokraterna egen majoritet med 55 procent av rösterna. De valde dock att fortsätta styra tillsammans med Vänsterpartiet.

### Kommunfullmäktige

#### Presidium
| Presidium 2022–2026 | Presidium 2022–2026 | Presidium 2022–2026 |
| ------------------- | ------------------- | ------------------- |
| Ordförande          | S                   | Carin Runeson       |
| Vice ordförande     | S                   | John Andersson      |

#### Mandatfördelning 1970–2022
| 2 | 27 | 6 | 4 | 2 |

| 34 | 7 |

| 3 | 30 | 10 | 3 | 3 |

| 41 | 8 |

| 3 | 29 | 11 | 3 | 3 |

| 40 | 9 |

| 3 | 30 | 9 | 3 | 4 |

| 35 | 14 |

| 2 | 32 | 8 | 2 | 5 |

| 34 | 15 |

| 3 | 29 | 7 | 4 | 6 |

| 34 | 15 |

| 3 | 29 | 3 | 7 | 3 | 4 |

| 31 | 18 |

| 2 | 20 | 3 | 6 | 3 |  | 6 |

| 24 | 17 |

| 2 | 23 | 4 | 5 | 2 | 5 |

| 22 | 19 |

| 5 | 18 | 4 | 5 |  |  | 7 |

| 26 | 15 |

| 3 | 17 | 3 | 4 | 2 |  | 5 |

| 22 | 13 |

| 2 | 21 |  | 4 |  |  | 5 |

| 21 | 14 |

|  | 22 | 2 |  | 3 |  | 5 |

| 19 | 16 |

| 2 | 15 | 3 | 3 | 5 |  | 6 |

| 21 | 14 |

| 2 | 17 |  | 5 | 4 |  | 5 |

| 19 | 16 |

|  | 20 |  | 6 | 2 | 5 |

| 17 | 18 |

### Nämnder

#### Kommunstyrelse
Kommunstyrelsen i Smedjebackens kommun består av 13 ledamöter. Kommunstyrelsen har även ett arbetsutskott samt en egen förvaltning; Kommunstyrelseförvaltningen.
| Presidium 2022–2026 | Presidium 2022–2026 | Presidium 2022–2026 |
| ------------------- | ------------------- | ------------------- |
| Ordförande          | S                   | Fredrik Rönning     |
| Vice ordförande     | S                   | Matilda Kilström    |

#### Lista över kommunstyrelsens ordförande
Kommunstyrelsens ordförande är även kommunens enda kommunalråd.
- Leif Nilsson, Socialdemokraterna, 1 januari 2003–31 december 2014[16]
- Fredrik Rönning, Socialdemokraterna, 1 januari 2015–[17]

Denna lista hämtas från Wikidata. Informationen kan ändras där.

#### Övriga nämnder
| Nämnd                               | Ordförande | Ordförande              | Vice ordförande | Vice ordförande   |
| ----------------------------------- | ---------- | ----------------------- | --------------- | ----------------- |
| Familj- och utbildningsnämnden      | S          | Matilda Kilström        | S               | Björn Wallén      |
| Kultur- och samhällsbyggnadsnämnden | S          | Monica Forsgren         | S               | Lennart Silfverin |
| Miljö- och byggnadsnämnden          | S          | Lena Ludvigsson-Olafsen | S               | Kalle Johansson   |
| Omsorgsnämnden                      | S          | Christopher Nilsson     | S               | Johan Reyier      |
| Valnämnden                          | S          | Solweig Nyrede          | S               | Magnus Pettersson |

## Ekonomi och infrastruktur

### Näringsliv
Kommunen har en imponerande historia med sina många gruvor och hyttor, som vittnar om stadens gamla brukstraditioner. Trots förändringar i näringslivet är tillverkningsindustrin fortfarande en dominerande kraft, med företag som Ovako Bar AB och Morgårdshammar AB som  representanter. Kommunen har en negativ nettopendling på 1 300 personer, med de flesta som pendlar till Ludvika för arbete.

### Infrastruktur

#### Transporter
Kommunen genomkorsas av järnvägen Ludvika–Fagersta samt av riksväg 66. Genom nordvästra delen av kommunen går riksväg 60.

## Befolkning

### Befolkningsutveckling
Kommunen har 10 818 invånare (31 mars 2025), vilket placerar den på 205:e plats avseende folkmängd bland Sveriges kommuner.
| Befolkningsutvecklingen i Smedjebackens kommun 1970–2020 | Befolkningsutvecklingen i Smedjebackens kommun 1970–2020 | Befolkningsutvecklingen i Smedjebackens kommun 1970–2020 | Befolkningsutvecklingen i Smedjebackens kommun 1970–2020 | Befolkningsutvecklingen i Smedjebackens kommun 1970–2020 |
| --- | -------------------------------------------------------- | -------------------------------------------------------- | -------------------------------------------------------- | -------------------------------------------------------- |
| |                                                          |                                                          |                                                          |                                                          |
| År |                                                          |                                                          | Folkmängd                                                |                                                          |
| 1970 | 1970                                                     |                                                          | 13 193                                                   |                                                          |
| 1975 | 1975                                                     |                                                          | 13 397                                                   |                                                          |
| 1980 | 1980                                                     |                                                          | 13 389                                                   |                                                          |
| 1985 | 1985                                                     |                                                          | 13 280                                                   |                                                          |
| 1990 | 1990                                                     |                                                          | 13 282                                                   |                                                          |
| 1995 | 1995                                                     |                                                          | 12 782                                                   |                                                          |
| 2000 | 2000                                                     |                                                          | 11 598                                                   |                                                          |
| 2005 | 2005                                                     |                                                          | 10 812                                                   |                                                          |
| 2010 | 2010                                                     |                                                          | 10 715                                                   |                                                          |
| 2015 | 2015                                                     |                                                          | 10 790                                                   |                                                          |
| 2020 | 2020                                                     |                                                          | 10 854                                                   |                                                          |
| Anm: Uppgifterna avser förhållandena den 31 december enligt den kommunala indelningen den 1 januari året efter. Söderbärke kommuns folkmängd ingår i siffran för 1970. |                                                          |                                                          |                                                          |                                                          |

## Kultur

### Kulturarv

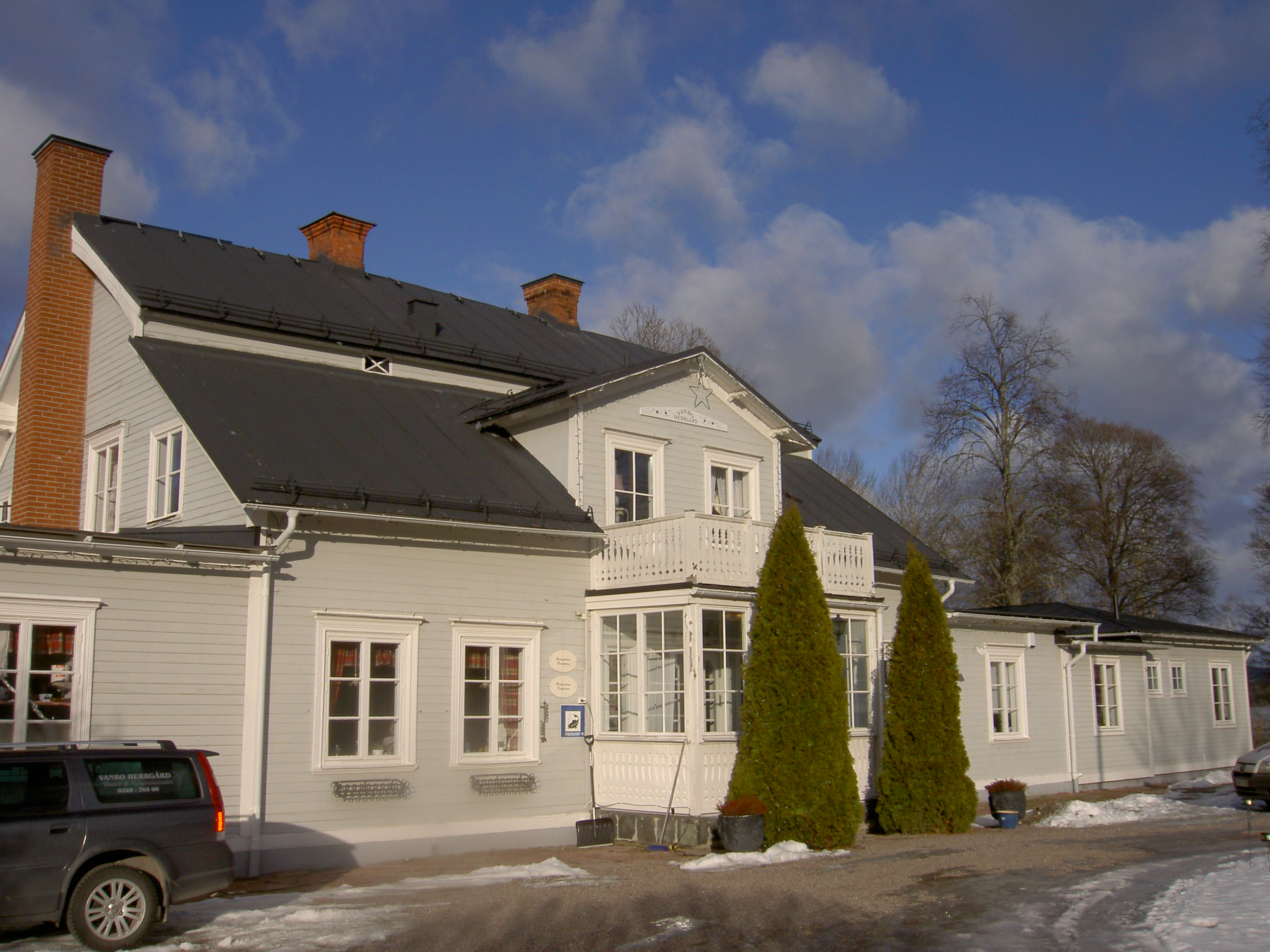
Vanbo herrgård

Som en del av Ekomuseum Bergslagen har man tagit tillvara den gamla brukskulturens spår inom kommunen, bland dem:
- Smedjebackens hamn och lokstall,
- Stollbergs gruva,
- Flogbergets gruva,
- Flatenbergs hytta,
- Malingsbo bruk,
- Stimmerbo och Torrbo bergsmansbyar

### Kommunvapen
Blasonering: Sköld delad, övre fältet silver, vari en röd tvåmastad segelbåt med seglen satta, undre fältet rött, vari tre kugghjul av silver, ordnade två och ett.
Vapnet fastställdes för Smedjebackens köping år 1947. Som brukligt var i Dalarna hade även Norrbärke och Söderbärke landskommuner var sitt vapen. Dessa fick vika och köpingens vapen registrerades för kommunen 1980.

Norrbärke landskommun (1945–1967)
Söderbärke landskommun (1945–1970) Söderbärke kommun (1971–1973)